# Sukasada (plaats)
Sukasada is een bestuurslaag in het regentschap Buleleng van de provincie Bali, Indonesië. Sukasada telt 6431 inwoners (volkstelling 2010).